# Форнио (Парма)
Форнио је насеље у Италији у округу Парма, региону Емилија-Ромања.
Према процени из 2011. у насељу је живело 228 становника. Насеље се налази на надморској висини од 102 м.